# Casa Viñals
La Casa Viñals és una obra noucentista de Cardedeu (Vallès Oriental) inclosa a l'Inventari del Patrimoni Arquitectònic de Catalunya.

## Descripció
Casa entre mitgeres de planta baixa i pis, amb coberta plana acabada en terrassa. La façana és asimètrica i té un capcer descentrat, com si haguessin retallat una part de la casa; és de perfil curvilini amb una cobertura reixada d'ull de bou i dibuix en relleu de llorer. Hi ha un sòcol de carreus de pedra irregular. Les obertures són de llinda plana amb guardapols com cintes penjants, solució molt raspalliana, i un fris de rajola verda-blanca a la planta baixa.
El reixat de la barana del balcó i de la finestra de la planta baixa és també típic de la segona etapa de Raspall.

## Història
Aquesta construcció d'en Raspall pertany a la multitud d'obres menors que aquest va fer com a arquitecte municipal de la vila.
L'única preocupació per aquestes cases unifamiliars entre mitgeres era l'ornamentació de les façanes, jugant amb el gust i les possibilitats dels propietaris. L'expansió urbanística en aquesta part de Cardedeu es va produir a les primeres dècades del segle, degut al creixement demogràfic i econòmic.